# Grand Prix-wegrace van Spanje 1978
De Grand Prix-wegrace van Spanje 1978 was tweede race van wereldkampioenschap wegrace voor motorfietsen in het seizoen 1978. De races werden verreden op 16 april 1978 op het Circuito Permanente del Jarama in Madrid. Voor de 50cc-klasse was Jarama de openingsrace van het seizoen.

## Algemeen
De Spaanse organisatoren kregen het bijna voor elkaar Gregg Hansford een start te weigeren. Hansford was ook een nieuweling in het wereldkampioenschap, maar had in Australië en in de 750cc-races zijn sporen verdiend en was niet voor niets opgenomen in het fabrieksteam van Kawasaki. De halstarrige Spanjaarden wilden er niets van weten en toen hij uiteindelijk toestemming kreeg was er nog maar één dag over om te trainen. De organisatie wist ook een wetsartikel op te duiken waardoor men de mobiele kliniek van Dr. Claudio Costa buiten het rennerskwartier kon houden. Deze kliniek was voor de coureurs belangrijk, omdat het al meerdere malen was voorgekomen dat de afvoer naar en behandeling in een plaatselijk ziekenhuis niet goed was geregeld.

## 500 cc
Van de vernieuwde Yamaha YZR 500 werd veel verwacht, zeker nu in Spanje alle fabrieksrijders het Yamaha Power Valve System konden gebruiken. Kenny Roberts en Johnny Cecotto, die als snelsten getraind hadden, waren ook als eersten weg bij de start, maar Cecotto viel al vroeg terug in de derde groep, nog achter Pat Hennen en Marco Lucchinelli (beiden op een Suzuki). Roberts bouwde een voorsprong van tien seconden op ten opzichte van Pat Hennen, maar door klemmende gasschuiven (het gas bleef open staan) moest hij toestaan dat Hennen de race toch nog won. Roberts werd tweede en de derde plaats was voor Takazumi Katayama. Pat Hennen stond nu aan de leiding van het wereldkampioenschap.

### Uitslag 500 cc
| Pos | Coureur                      | Merk   | Tijd       | Punten |
| --- | ---------------------------- | ------ | ---------- | ------ |
| 1   | Pat Hennen                   | Suzuki | 57' 45" 8  | 15     |
| 2   | Kenny Roberts                | Yamaha | + 7" 3     | 12     |
| 3   | Takazumi Katayama            | Yamaha | + 8" 9     | 10     |
| 4   | Johnny Cecotto               | Yamaha | + 14" 3    | 8      |
| 5   | Barry Sheene                 | Suzuki | + 14" 7    | 6      |
| 6   | Steve Baker                  | Suzuki | + 16" 5    | 5      |
| 7   | Teuvo Länsivuori             | Suzuki | + 1' 01" 5 | 4      |
| 8   | Christian Estrosi            | Suzuki | + 1' 10" 7 | 3      |
| 9   | Wil Hartog                   | Suzuki | + 1' 14" 9 | 2      |
| 10  | Steve Parrish                | Suzuki | + 1 ronde  | 1      |
| 11  | Boet van Dulmen              | Suzuki | + 1 ronde  |        |
| 12  | Jean-Philippe Orban          | Suzuki | + 1 ronde  |        |
| 13  | Tom Herron                   | Suzuki | + 1 ronde  |        |
| 14  | Michel Rougerie              | Suzuki | + 2 ronden |        |
| 15  | Leslie van Breda             | Suzuki | + 2 ronden |        |
| 16  | Bruno Kneubühler             | Suzuki | + 2 ronden |        |
| 17  | Clive Padgett                | Yamaha | + 2 ronden |        |
| 18  | Alex George                  | Suzuki | + 2 ronden |        |
| 19  | Fernando González De Nicolás | Suzuki | + 3 ronden |        |
| DNF | Virginio Ferrari             | Suzuki |            |        |
| DNF | Ikujiro Takai                | Yamaha | ongeval    |        |
| DNF | Max Wiener                   | Suzuki | koppeling  |        |
| DNF | Philippe Coulon              | Suzuki | motor      |        |
| DNF | Marco Lucchinelli            | Suzuki | motor      |        |
| DNF | John Newbold                 | Suzuki | motor      |        |
| DNF | Olivier Chevallier           | Yamaha | koppeling  |        |
| DNF | Jon Ekerold                  | Suzuki | ontsteking |        |
| DNF | Pentti Korhonen              | Suzuki | motor      |        |
| DNS | Francisco Perez              | Suzuki |            |        |
| DNS | Carlos de San Antonio        | Suzuki |            |        |
| DNS | Seppo Ojala                  | Yamaha |            |        |
| DNS | Gianni Rolando               | Suzuki |            |        |
| DNS | Kimmo Kopra                  | Yamaha |            |        |
| DNS | Víctor Palomo                | BUT    |            |        |
| DNS | Eddie Roberts                | Suzuki |            |        |

## 250 cc
De Spaanse organisatoren wilden Gregg Hansford (Kawasaki) niet eens een start geven, maar in de 250cc-race leek hij lang op de tweede plaats aan te sturen, achter Kenny Roberts (Yamaha). Die laatste begon echter grip van zijn achterband te verliezen en zo won Hansford de race zelfs. Roberts werd wel nog tweede en Franco Uncini (Yamaha) eindigde als derde. Een belangrijke overwinning voor Gregg Hansford, die door de problemen met de organisatie slechts één dag had kunnen trainen.

### Uitslag 250 cc
| Pos | Coureur            | Merk          | Tijd       | Punten |
| --- | ------------------ | ------------- | ---------- | ------ |
| 1   | Gregg Hansford     | Kawasaki      | 49' 27" 3  | 15     |
| 2   | Kenny Roberts      | Yamaha        | + 10" 3    | 12     |
| 3   | Franco Uncini      | Yamaha        | + 45" 8    | 10     |
| 4   | Kork Ballington    | Kawasaki      | + 50" 2    | 8      |
| 5   | Jon Ekerold        | Yamaha        | + 1' 21" 9 | 6      |
| 6   | Mick Grant         | Kawasaki      | + 1' 22" 6 | 5      |
| 7   | Olivier Chevallier | Yamaha        | + 1 ronde  | 4      |
| 8   | Tom Herron         | Yamaha        | + 1 ronde  | 3      |
| 9   | Ray Quincey        | Yamaha        | + 1 ronde  | 2      |
| 10  | Chas Mortimer      | Maxton-Yamaha | + 1 ronde  | 1      |
| 11  | Toni Mang          | Kawasaki      | + 1 ronde  |        |
| 12  | Vic Soussan        | Yamaha        | + 1 ronde  |        |
| 13  | Pentti Korhonen    | Yamaha        | + 1 ronde  |        |
| 14  | Leslie van Breda   | Yamaha        | + 1 ronde  |        |
| 15  | Ángel Nieto        | Yamaha        | + 1 ronde  |        |
| 16  | Carlos Morante     | Yamaha        | + 1 ronde  |        |
| 17  | Eduardo Alemán     | Yamaha        | + 1 ronde  |        |
| 18  | Eero Hyvärinen     | Yamaha        | + 2 ronden |        |
| 19  | Roland Freymond    | Yamaha        | + 2 ronden |        |
| DNF | Benjamin Grau      | Derbi         |            |        |
| DNF | Patrick Fernandez  | Yamaha        | ongeval    |        |
| DNF | Etienne Geeraerdt  | Yamaha        | ongeval    |        |
| DNF | Paolo Pileri       | Morbidelli    | ongeval    |        |
| DNF | Carlos Lavado      | Yamaha        | ongeval    |        |
| DNF | Mario Lega         | Morbidelli    |            |        |

## 125 cc
In de 125cc-race probeerde Pier Paolo Bianchi (Minarelli) al in de eerste ronde Ángel Nieto (Bultaco) in te halen, maar hij ging te vroeg en te bruusk op het gas en viel. Zijn voet raakte beklemd tussen de spaken van een wiel en zijn race was over. Eugenio Lazzarini (MBA) was net als in de 50cc-race slecht gestart, maar haalde Nieto desondanks in. Nieto viel uiteindelijk zelfs uit door een brandstoflekkage. Thierry Espié, die in 1977 als coureur geen grote indruk had gemaakt, werd met de Motobécane tweede, voor Harald Bartol (Morbidelli).

### Uitslag 125 cc
| Pos | Coureur                | Merk       | Tijd             | Punten           |
| --- | ---------------------- | ---------- | ---------------- | ---------------- |
| 1   | Eugenio Lazzarini      | MBA        | 47' 54" 8        | 15               |
| 2   | Thierry Espié          | Motobécane | + 36" 7          | 12               |
| 3   | Harald Bartol          | Morbidelli | + 1' 05" 9       | 10               |
| 4   | Clive Horton           | Morbidelli | + 1' 23" 5       | 8                |
| 5   | Felice Agostini        | Morbidelli | + 1' 35" 1       | 6                |
| 6   | Jean-Louis Guignabodet | Bender     | + 1' 43" 9       | 5                |
| 7   | Miguel Cortés          | Morbidelli | + 1' 46" 9       | 4                |
| 8   | Thierry Noblesse       | Morbidelli | + 1' 47" 9       | 3                |
| 9   | Per-Edvard Carlsson    | Morbidelli | + 1' 48" 3       | 2                |
| 10  | Patrick Plisson        | Morbidelli | + 1 ronde        | 1                |
| 11  | Julien van Zeebroeck   | Morbidelli | + 1 ronde        |                  |
| 12  | Iván Palazzese         | Morbidelli | + 1 ronde        |                  |
| 13  | Rolf Blatter           | Morbidelli | + 1 ronde        |                  |
| 14  | Stefan Dörflinger      | Morbidelli | + 1 ronde        |                  |
| 15  | Cees van Dongen        | Morbidelli | + 1 ronde        |                  |
| 16  | Walter Koschine        | Bender     | + 1 ronde        |                  |
| 17  | Francisco Román        | Morbidelli | + 1 ronde        |                  |
| 18  | Fabrizio Frollani      | Morbidelli | + 2 ronden       |                  |
| DNF | Pier Paolo Bianchi     | Minarelli  | val              |                  |
| DNF | Ángel Nieto            | Bultaco    | brandstoflekkage | brandstoflekkage |
| DNF | Pierluigi Conforti     | MBA        |                  |                  |

## 50 cc
De Spaanse GP was de openingsrace van de 50cc-klasse. Ricardo Tormo (Bultaco) startte als snelste, terwijl Eugenio Lazzarini met zijn Van Veen-Kreidler juist een slechte start had. Hij reed echter een geweldige race en passeerde Tormo enkele ronden voor het einde. Tormo werd tweede en Patrick Plisson met zijn ABF derde.

### Uitslag 50 cc
| Pos | Coureur           | Merk              | Tijd       | Punten |
| --- | ----------------- | ----------------- | ---------- | ------ |
| 1   | Eugenio Lazzarini | Van Veen-Kreidler | 35' 02" 5  | 15     |
| 2   | Ricardo Tormo     | Bultaco           | + 4" 2     | 12     |
| 3   | Patrick Plisson   | ABF               | + 1' 05" 8 | 10     |
| 4   | Wolfgang Müller   | Kreidler          | + 1' 14" 6 | 8      |
| 5   | Cees van Dongen   | Kreidler          | + 1' 46" 7 | 6      |
| 6   | Daniel Corvi      | Kreidler          | + 1' 56" 6 | 5      |
| 7   | Theo Timmer       | Kreidler          | + 2' 04" 6 | 4      |
| 8   | Ramón Galí        | Bultaco           | + 1 ronde  | 3      |
| 9   | Aldo Pero         | Kreidler          | + 1 ronde  | 2      |
| 10  | Javier Mira       | Derbi             | + 1 ronde  | 1      |
| 11  | Jorge Navarrete   | Bultaco           | + 1 ronde  |        |
| 12  | Jacky Hutteau     | Kreidler          | + 1 ronde  |        |
| 13  | Rolf Blatter      | Kreidler          | + 1 ronde  |        |
| 14  | Rudolf Kunz       | Kreidler          | + 1 ronde  |        |
| 15  | Vicente Ferrer    | Derbi             | + 1 ronde  |        |
| 16  | Hermano Sande     | Kreidler          | + 4 ronden |        |
| DNF | Claudio Lusuardi  | Bultaco           |            |        |

1950 · 1951 · 1952 · 1953 · 1954 · 1955 · 1957 · 1958 · 1959 · 1960 · 1961 · 1962 · 1963 · 1964 · 1965 · 1966 · 1967 · 1968 · 1969 · 1970 · 1971 · 1972 · 1973 · 1974 · 1975 · 1976 · 1977 · 1978 · 1979 · 1980 · 1981 · 1982 · 1983 · 1984 · 1985 · 1986 · 1987 · 1988 · 1989 · 1990 · 1991 · 1992 · 1993 · 1994 · 1995 · 1996 · 1997 · 1998 · 1999 · 2000 · 2001 · 2002 · 2003 · 2004 · 2005 · 2006 · 2007 · 2008 · 2009 · 2010 · 2011 · 2012 · 2013 · 2014 · 2015 · 2016 · 2017 · 2018 · 2019 · 2020 · 2021 · 2022 · 2023 · 2024 · 2025